# Abbasi-Bürgerhaus (Kaschan)

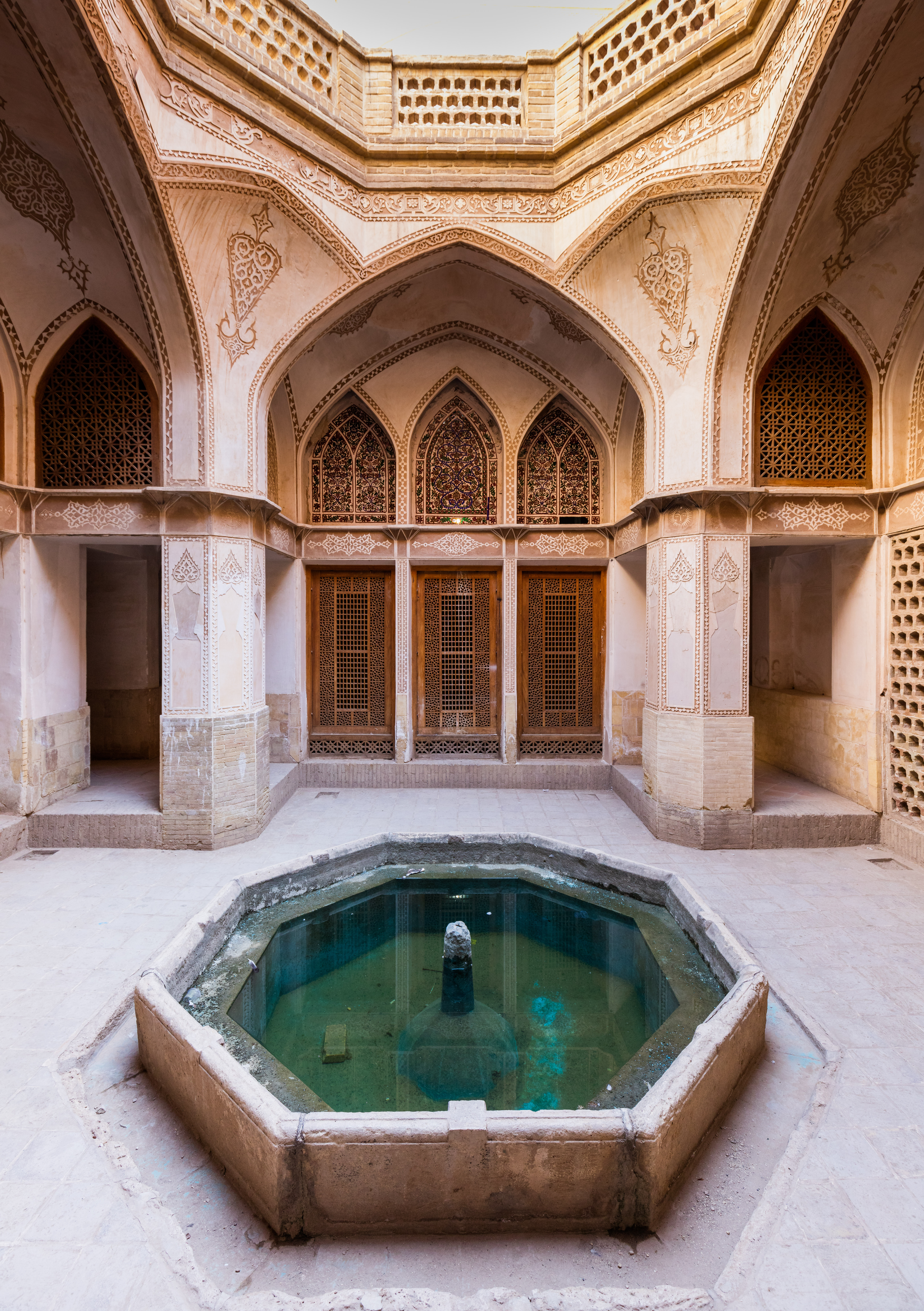
Blick auf einen der Innenhöfe des Abbāsi-Bürgerhauses

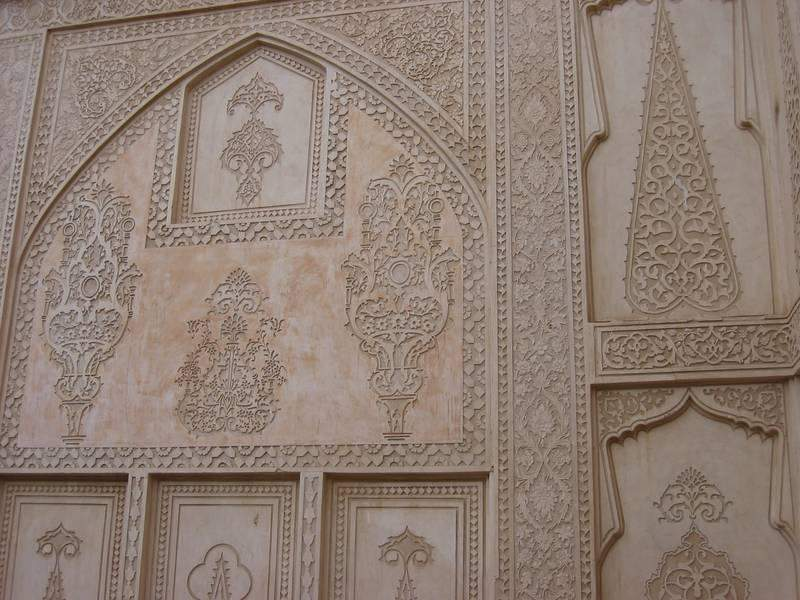
Detailansicht der Wandverzierung

Das Abbāsi-Bürgerhaus (Chāne-ye Abbāsi-hā) ist ein großes historisches Bürgerhaus in der iranischen Stadt Kaschan. Es befindet sich in der Nähe des ebenfalls bekannten Tabatabaei-Hauses im historischen Stadtteil von Kaschan und ist heute ein Museum.
Das im späten 18. Jahrhundert erbaute Gebäude gilt als ein gutes Beispiel der Kaschaner Bürgerhausarchitektur. Es verfügt über vier Innenhöfe mit Wasserbecken zur Kühlung der Luft. Unterschiedliche Hausbereiche erfüllten ursprünglich verschiedene Funktionen: es gab lediglich Gästen vorbehaltene Hausbereiche und einen eigenen für die Dame des Hauses.
Das Bürgerhaus ist kunstvoll dekoriert: Schnitzereien schmücken die Wände, verzierte Kuppeln mit indirektem Lichteinfall verhindern ein zu starkes Erhitzen der Räume.
Das Abbāsi-Haus hat einen geheimen Fluchtweg.
Weitere berühmte Bürgerhäuser dieser Art in Kaschan sind das Chane-ye Āmeri-hā, das Chane-ye Borudscherdi, das Chane-ye Tabatabayi sowie das Chane-ye Tādsch.